# 마티아스 데 리티스
마티아스 데 리티스(스페인어: Mathías Agustín De Ritis Serrentino, 2003년 1월 31일~)는 우루과이의 축구 선수로, 페냐롤과 우루과이 연령별 대표팀에서 수비수로 활동하고 있다.